# Mohamed Al Ghanodi
Mohamed Al Ghanodi (Trípoli, 22 de novembro de 1992) é um futebolista líbio que atua como atacante.

## Carreira
Mohamed Al Ghanodi representou o elenco da Seleção Líbia de Futebol no Campeonato Africano das Nações de 2012.